# Малая Володарка
Малая Володарка — деревня в Ленинском городском округе Московской области России. 

## География
Деревня Малая Володарка находится на правом берегу Пахры примерно в 18 км к востоку от центра города Видное. Ближайшие населённые пункты — посёлок Володарского и деревня Большая Володарка.

## История
Деревня обозначается на плане 1784 года как Малая Юсупова. В документах 1862 года значится также как Новое Юсупово. Название, предположительно, произошло от личного имени тюркского происхождения Юсуп.
В XIX веке деревня Малое Юсупово входила в состав Домодедовской волости Подольского уезда. В 1899 году в деревне проживало 177 человек.
В советское время деревня получила нынешнее название по соседнему посёлку Володарского.
С 1994 до 2006 года деревня входила в Володарский сельский округ Ленинского района, а с 2006 до 2019 года в рамках организации местного самоуправления включалась в Володарское сельское поселение Ленинского муниципального района.
С 2019 года входит в Ленинский городской округ.

## Население
| 2002 | 2006 | 2010 |
| ---- | ---- | ---- |
| 58   | ↘37  | ↗46  |

Согласно Всероссийской переписи, в 2002 году в деревне проживало 58 человек (24 мужчины и 34 женщины). По данным на 2005 год в деревне проживало 37 человек.